# Aage Weitemeyer
Aage Weitemeyer (født 6. august 1911) var en dansk jæger og forfatter. Han har skrevet en række bøger om jagt.